# Phreatobius
Phreatobius is een geslacht van straalvinnige vissen uit de familie van antennemeervallen (Heptapteridae).

## Soorten
- Phreatobius cisternarum Goeldi, 1905
- Phreatobius dracunculus Shibatta, Muriel-Cunha & de Pinna, 2007
- Phreatobius sanguijuela Fernández, Saucedo, Carvajal-Vallejos & Schaefer, 2007